# 国民ラジオ

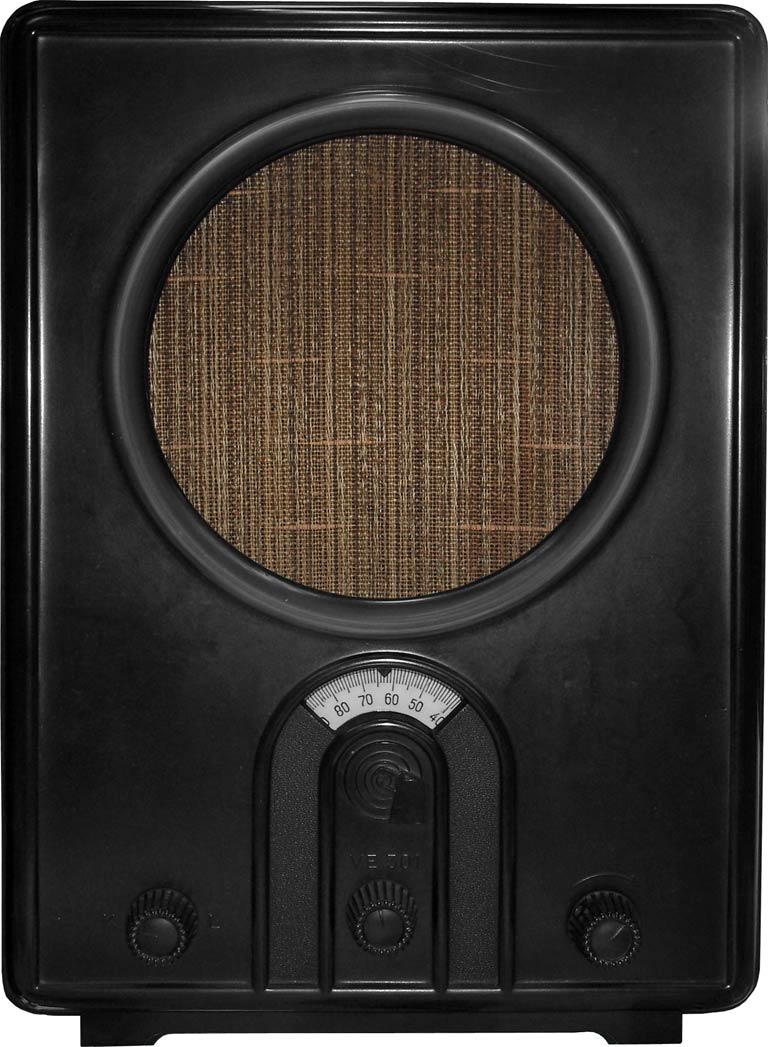
国民ラジオ VE301W

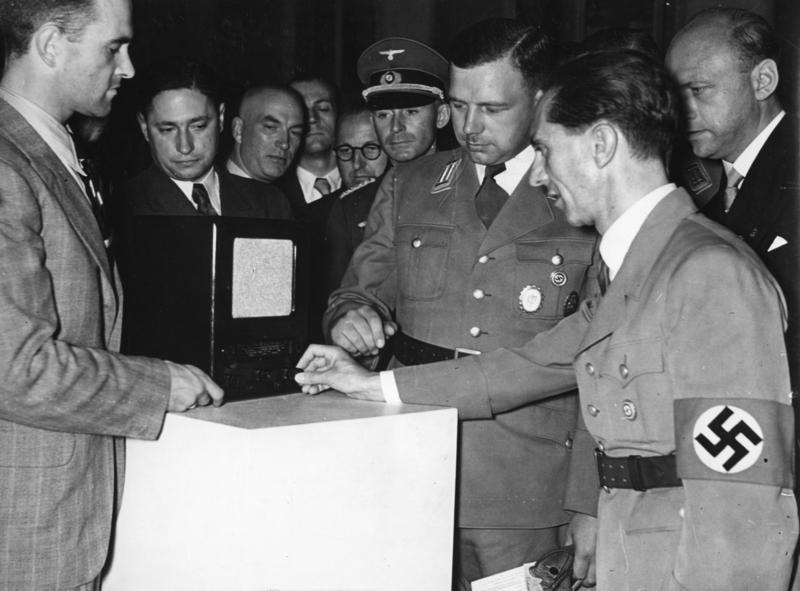
1938年8月5日、大ドイツ放送展で国民ラジオを視察するヨーゼフ・ゲッベルス。

国民ラジオ（こくみんラジオ、独: Volksempfänger）は、ナチス・ドイツにおいて一般国民に対するプロパガンダの手段として大量生産され、低価格で販売された一連のラジオ受信機の総称。

## 国民ラジオの開発と急速な普及
ラジオが持つ強大な宣伝力に着目していたナチス・ドイツの国民啓蒙・宣伝大臣ヨーゼフ・ゲッベルスは、1933年にナチスが政権に就くと直ちに帝国放送協会を国営化し、その管轄を内務省から国民啓蒙・宣伝省に移して一般国民向けのプロパガンダ放送を開始した。しかし、こうしたナチスのプロパガンダ政策にとって大きな課題となったのがドイツにおけるラジオ受信機の普及の遅れだった。当時、ラジオ受信機は非常に高価であり、ドイツの一庶民が簡単に購入できる製品ではなかったのである（もちろんドイツに限った話ではなく、世界的に当時のラジオはまだ「先端技術が使われた高額な商品」のひとつであった）。
ラジオ受信機の迅速な普及が持つ意味の重要性を感じたゲッベルスは、電気工学者オットー・グリーシンクに低コストで大量生産が可能な受信機の設計・開発を要請するとともに、シーメンス、AEG、テレフンケンをはじめとする国内電機メーカーに対し「国民ラジオ」を他に優先して生産するよう指示した。
こうした経緯を経て開発された最初の国民ラジオVE-301型は、1933年8月18日にベルリン国際無線展示会で紹介された。キャビネットの素材にベークライトを使用し、内部構造を簡略化することなどによりコストの圧縮に成功したVE-301型は、76ライヒスマルク (RM) という比較的手頃な価格で入手可能なモデルだった。しかし依然としてドイツの平均世帯には高価であったため、多くの企業が分割払いとして、頭金7.25RM・月額4.40RMの18ヶ月払いで購入可能にした。後には、より廉価な35RMのモデル・DKE38型（このモデルは、一般国民から『ゲッベルスの口』と呼ばれた）も生産された。国民ラジオ計画の進展とともにドイツでのラジオ受信機の普及は急速に進み、1939年にはラジオ受信機を所有する世帯が全体の70%を占めるまでに至った。この普及率は、当時において世界一だった。1933年から1939年までの間に製造された国民ラジオの累計台数は700万台を超えている。

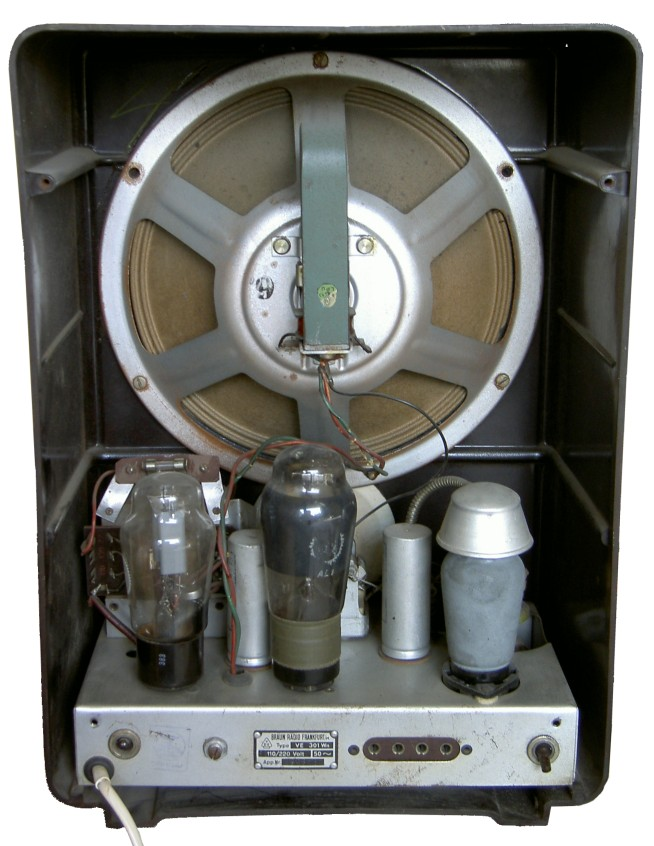
国民ラジオ VE301の内部構造
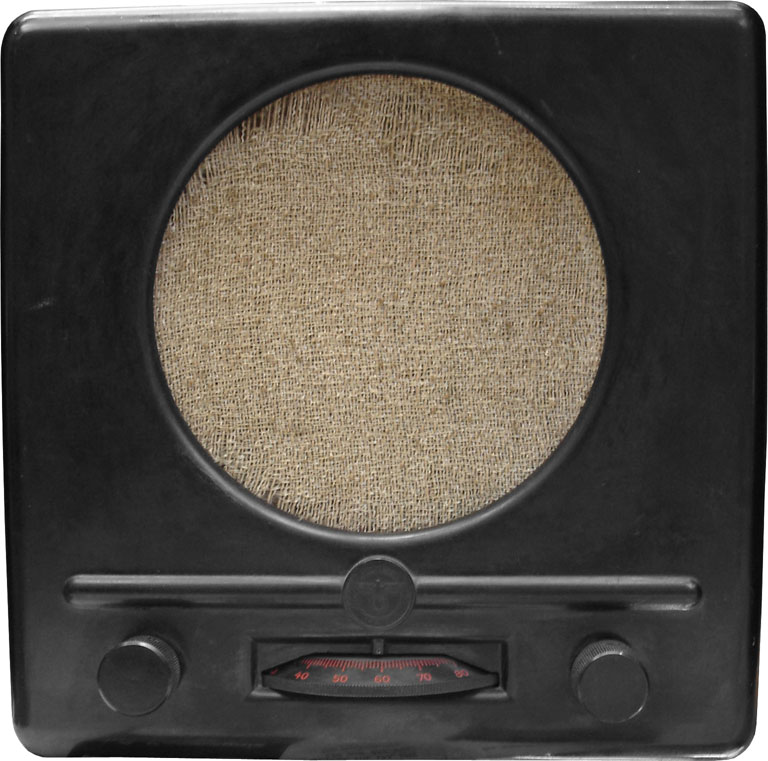
国民ラジオ DKE38
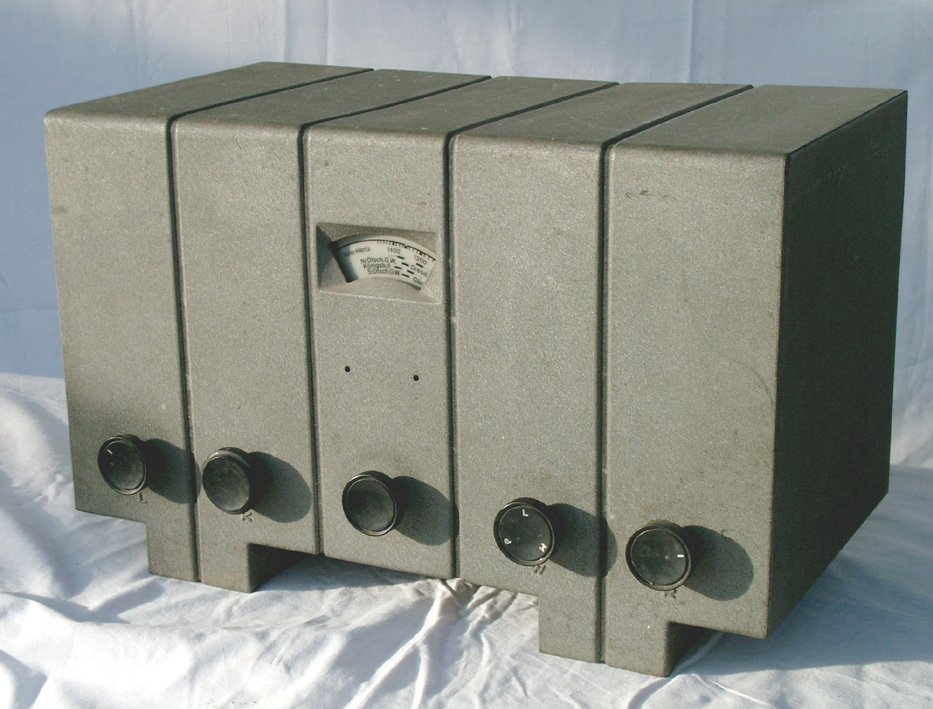
労働戦線ラジオDAF1011

## ナチス・プロパガンダとの関係
ゲッベルスは「ラジオ放送は最も近代的で最も重要な大衆感化の手段」であると考えており、低価格でラジオを流通させたのはその企図によるものだった。
すべての国民ラジオは、ローカル局だけしか受信できないように意図的に設計されていた。つまり、ナチスのプロパガンダ放送は聴取できる一方で、たとえば英国放送協会（BBC）の国際放送BBCワールドサービスのような他のメディアは聴取できないように設計されていたのである。
国民ラジオでは、最後まで短波放送の周波数帯を受信できなかった。また、当時、他のメーカーの受信機ではチューニングスケール上に欧州の主要な放送局のダイヤル位置が記されていたにもかかわらず、国民ラジオは最後までそれに追随しなかった。たいていの場合、国民ラジオのチューニングスケールにはドイツの放送局のダイヤル位置だけしか記されておらず、低価格帯のモデルには、もともとチューニングスケール自体が欠落していた。ただし、電波の状態によっては海外の放送が混信する可能性もあった。
ナチス・ドイツでは外国放送の聴取は犯罪であったが、占領された地域のいくつかでは非ドイツ人の市民がラジオを聴くことさえ非合法だった（第二次世界大戦開戦と同日（1939年9月1日）に成立した非常時の電波政策に関する法令）。後にこの禁令は大部分の被占領国に拡大し、大量のラジオ受信機が没収された。大戦後期には、その罰則の範囲は死刑にまで及んだにもかかわらず、ナチスが占領した国の多くでラジオは秘密裏に聴かれていた。近接した国または地域間に対立がある場合の電波戦略として後には定番となったジャミングも試みたが、その成功は限定されたものでしかなかった。

## 影響
プロパガンダの道具としての国民ラジオの効力に関しては多くのことが語られてきた。最も有名なのは、ナチス・ドイツの軍需大臣アルベルト・シュペーアがニュルンベルク裁判の最終陳述で語った次の言葉である。
| 「 | ヒトラーの独裁は、歴史上の全ての独裁と一つの根本的な点で異なる。あの独裁は、国を統治するためのあらゆる手段を完璧に使用した最初の独裁だ。ラジオと拡声器のような技術的な装置を通して8000万の人々が独立した考えを奪われた。それだけ多くの人々を一人の男の意志に服従させることは、こうした装置によって可能になった。 | 」 |

ヒトラー演説が行われた放送の聴取は国民に義務付けられ、どこでどのようにラジオを聞いたかの報告が求められたが、一方で亡命ドイツ社会民主党の『ドイツ通信』によれば多くの人々が繰り返される演説に飽き飽きしており、ほとんど放送を聞かなかった。このこともあって1934年以降はヒトラーの演説放送回数は半減している。戦局が不利になるとヒトラーの演説に対する意欲も減退、回数も減り、1943年2月以降は聴衆のいないラジオ演説が主体となっている。
国民ラジオはヒトラーの演説の「叫び」を送り届けたが、一方の連合国側でも（その影響を受けたものではないものの）ラジオを使ったトップ直々のメッセージ伝達がおこなわれていた。フランクリン・ルーズベルトの炉辺談話は、「叫び」ではなく「話しかけ」を国民に送り届けた。聞く者が音量を調節できるというメディアの性質を考えると、生演説では効果的な「叫び」が、ラジオでは必須ではないのである。

## 国民ラジオと大衆文化
- ドイツ電子音楽の先駆者クラフトワークが1975年に発表したアルバム「放射能」(Radio-Aktivität) は、ジャケットに国民ラジオDKE38型の画像を使用している[注釈 4]他、ラジオや電波をモチーフとした楽曲もある。
- ドイツのバンド、Welle: Erdball（w:Welle: Erdball）もVolksempfänger VE-301（「国民ラジオ VE-301」この記事冒頭の写真の機種の名前である）というタイトルの曲を作った。2002年のアルバムDie Wunderwelt der Technikに収録されているのが初出である。